# Dertingen
Dertingen ist eine Ortschaft der Großen Kreisstadt Wertheim im baden-württembergischen Main-Tauber-Kreis im Regierungsbezirk Stuttgart.

## Geographie

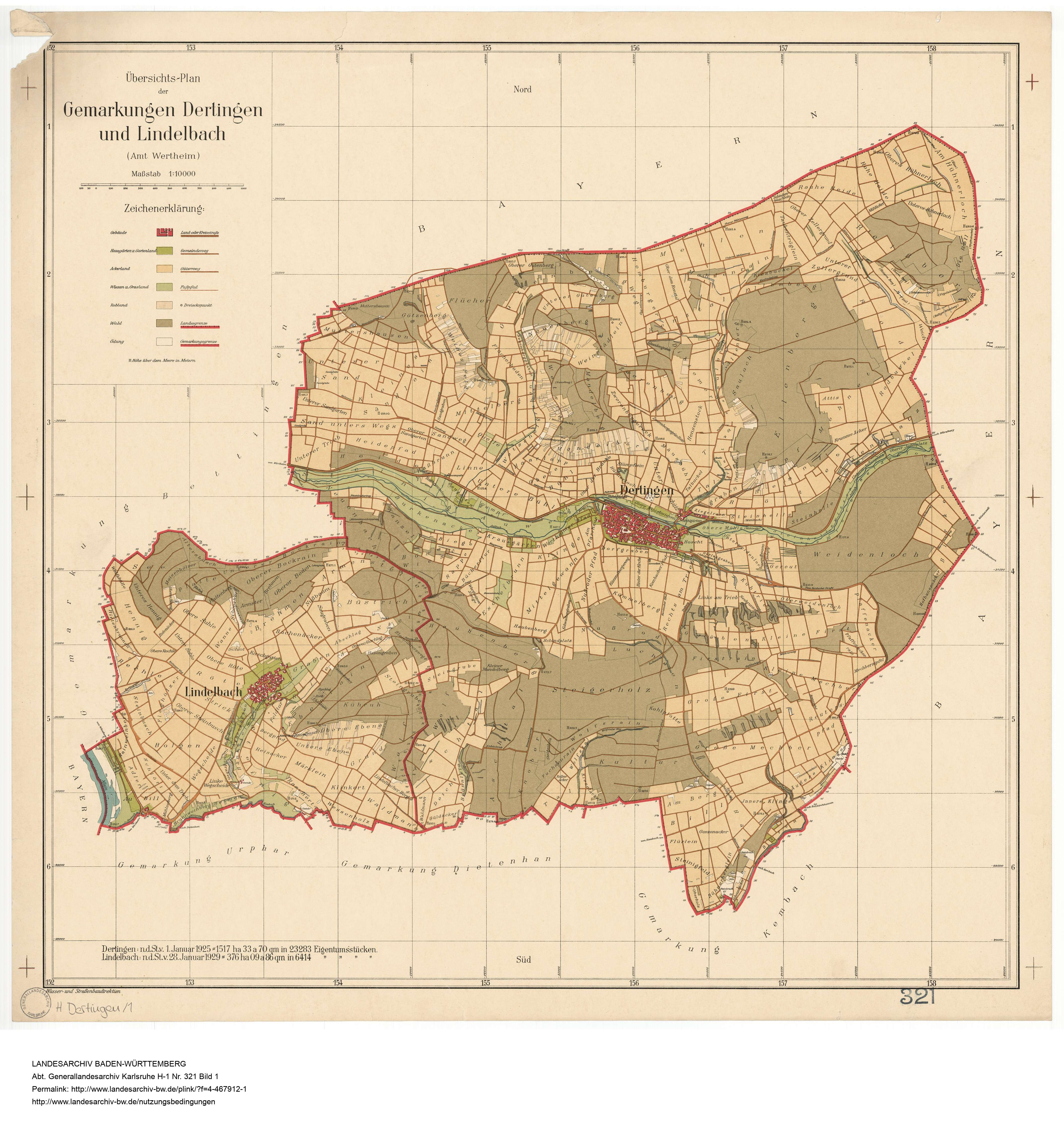
Gemarkung von Dertingen, um 1925, daneben die Gemarkung von Lindelbach, um 1929

### Geographische Lage
Dertingen, auf dessen Gemarkung sich der nördlichste Punkt Baden-Württembergs befindet, liegt 168 m ü. NHN an der Landesstraße 2310. Zur Gemarkung der ehemaligen Gemeinde Dertingen gehören das Dorf Dertingen (⊙) und der Wohnplatz Renztal (⊙).

### Nachbargemarkungen
Nachbargemarkungen im Uhrzeigersinn im Norden beginnend sind Homburg am Main, Wüstenzell, Holzkirchhausen, Kembach, Dietenhan, Lindelbach und Bettingen.

### Gewässer
Im Osten des Ortes fließt der Renztalgraben von rechts in den Mühlgraben des durch den Ort fließenden Aalbachs, in den im Westen der Gemarkung von rechts der Hasengraben mündet.
Das mit Rechtsverordnung vom 13. Februar 2003 ausgewiesene Wasserschutzgebiet Dertingen mit der WSG-Nr. 128116 umfasst eine geschützte Fläche von 1654,6 Hektar.

## Geschichte
Im Mittelalter war Dertingen von seiner Wehrkirche und seinen zwei Mühlen geprägt. Es war eine eigenständige Gemeinde im Landkreis Tauberbischofsheim bis zur Eingemeindung nach Wertheim am 1. Dezember 1972. Seit dem 1. Januar 1973 liegt Dertingen im Main-Tauber-Kreis. Am 31. Dezember 2022 hatte Dertingen 887 Einwohner.

## Religion
Dertingen ist protestantisch geprägt. Die Wehrkirche gehört zum Evangelischen Kirchenbezirk Wertheim. Die hier lebenden Katholiken gehören zur Pfarrgemeinde des Wertheimer Ortsteils Hofgarten (Dekanat Tauberbischofsheim).

## Politik
Der Ortschaftsrat Dertingen besteht aus dem Ortsvorsteher Egon Beuschlein (CDU) und drei Mitgliedern des Ausschusses.

## Kultur und Sehenswürdigkeiten

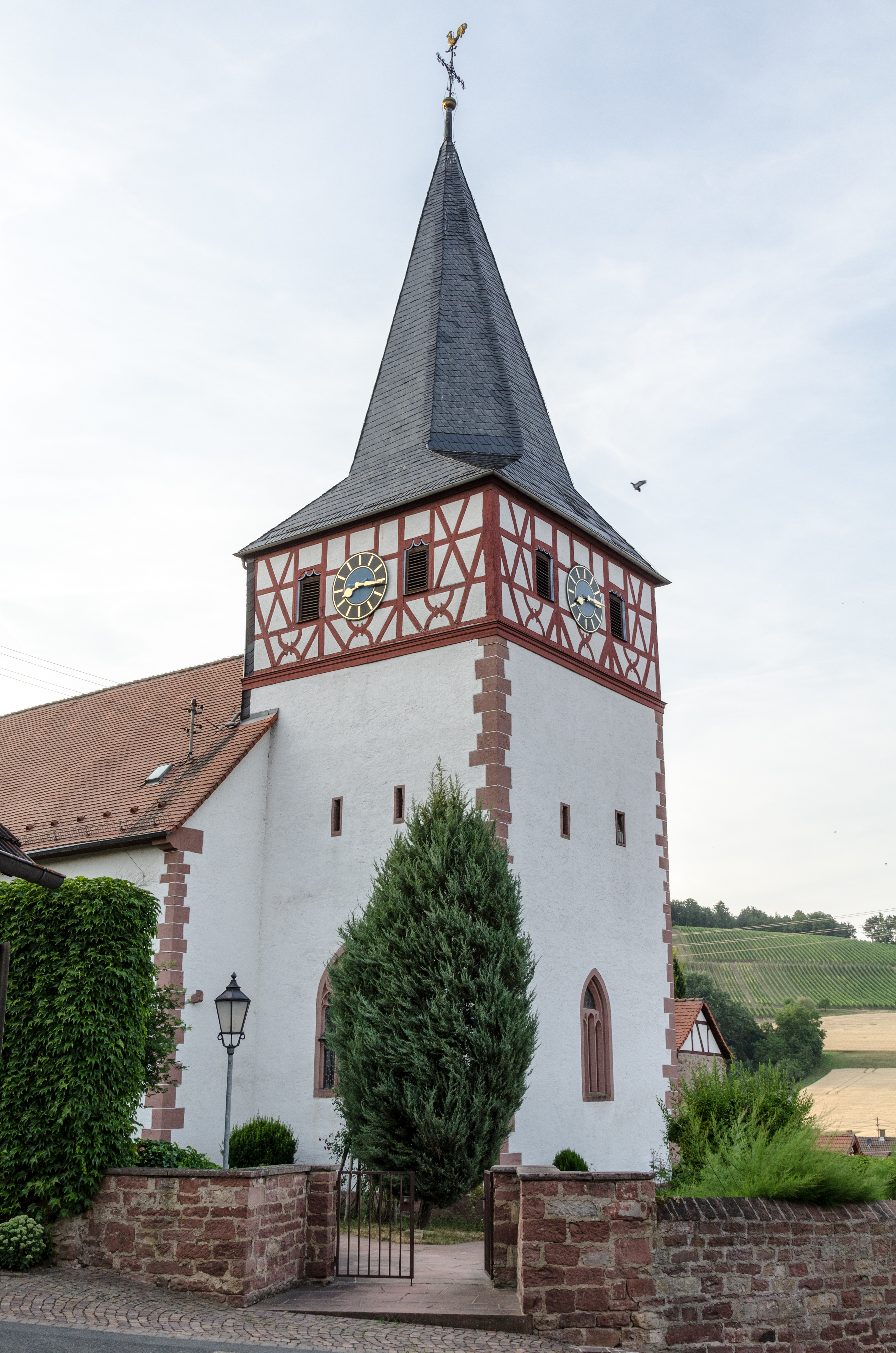
Wehrkirche Dertingen

### Wehrkirche Dertingen
Im Ort befindet sich eine Wehrkirche aus dem 13. Jahrhundert mit Kirchhof, alter Ringmauer, Wehrgang und wohnturmartigem Eingangstor samt an die Wehrkirchenmauer angebautem, spätmittelalterlichem Speicherbau. Alle Gebäudeteile stehen als Sachgesamtheit unter Denkmalschutz.